# Tanjung Bindu
Tanjung Bindu is een bestuurslaag in het regentschap Lahat van de provincie Zuid-Sumatra, Indonesië. Tanjung Bindu telt 390 inwoners (volkstelling 2010).